# Exploitation pétrolière en Guyane
L'exploitation pétrolière en Guyane regroupe l'ensemble des actions de prospection et forage en mer, dans les eaux guyanaises, en vue d'exploiter les hydrocarbures qui s'y trouvent.
Un projet d'exploitation d'hydrocarbures porté par la société Total au sein du permis de recherche « Guyane Maritime » dont elle est titulaire sur la zone de Nasua, a fait l'objet d'une enquête publique entre le 16 juillet et le 23 août 2018.